# 擦绒家族

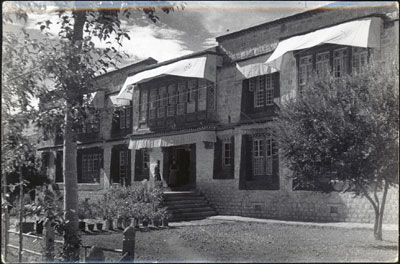
擦绒家府邸（1936年）

擦绒家族（藏語：ཚ་རོང་，威利转写：tsha rong，THL：Tsarong），西藏贵族，其家族庄园位于后藏萨迦附近。据传该家族传承自8世纪的西藏名医宇妥·云丹衮布。不过由于第十世达赖喇嘛所在的尧西家族于1827年起被称为宇妥家族，该家族便不再以宇妥为名。
该家族在近代出了两位重要人物擦绒·旺秋杰波与他的女婿擦绒·达桑占堆，他们都曾任西藏噶厦政府的长官噶伦，达桑扎都还曾担任过藏军总司令。在他主持家业时期，他安排旺秋杰波的几位女儿与自己的女儿们分别嫁入西藏各贵族豪门，通过联姻巩固了擦绒家族在西藏上层的地位。

## 人物
以下为擦绒家族在近代的主要人物：

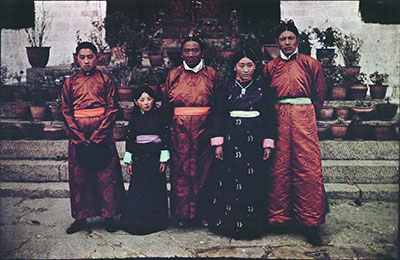
擦绒家族合影（1937年），左起：东堆朗杰、欧珠旺姆（仁钦卓玛之女）、达桑占堆、贡桑拉吉、车仁·晋美

- 多吉仁增（རྡོ་རྗེ་རིག་འཛིན་，rdo rje rig 'dzin，？－1891年），担任过孜本，后被任命为噶伦，但在实际就职前便逝世。
- 子：旺秋杰波（དབང་ཕྱུག་རྒྱལ་པོ་，dbang phyug rgyal po，1866年－1912年），原为前藏代本，1903年起任噶伦。1912年被杀害。
  - 长子：桑珠才仁（བསམ་གྲུབ་ཚེ་རིང་，bsam grub tshe ring，1887年－1912年），曾任噶仲，1912年与其父一同被杀。
  - 次子：格桑拉旺（བསྐལ་བཟང་ལྷ་དབང་，bskal bzang lha dbang，1903年－1936年），未进入仕途。
  - 长女婿：达桑占堆（ཟླ་བཟང་དགྲ་འདུལ་，zla bzang dgra 'dul，1886年－1959年），和旺秋杰波的长女白玛卓嘎（padma sgrol dkar）与儿媳仁增曲仲（rig 'dzin chos gron）成婚后继承了擦绒家族的产业。1913年被任命为藏军总司令，次年出任噶伦。他还是近代西藏工业的开创者之一。
    - 子：东堆朗杰（བདུད་འདུལ་རྣམ་རྒྱལ་，bdud 'dul rnam rgyal，1920年－2011年），英文名George。
    - 子：平措坚赞，与次丹卓嘎所生之子，曾任西藏自治区政协委员。
    - 女：贡桑拉吉，英文名Kate，嫁给夏扎·甘丹班觉。
    - 女：次仁央宗，与次丹卓嘎所生之女，嫁给不丹首相吉格梅·帕尔登·多吉。
    - 女：德吉卓玛，与次丹卓嘎所生之女，嫁给尧西平康·次仁顿珠。
    - 女：索朗卓玛，与次丹卓嘎所生之女，嫁给嘎苏顿珠。
    - 女：次仁卓玛，与次丹卓嘎所生之女，嫁给德木活佛之子。
    - 女：顿珠卓玛（1935年－），与次丹卓嘎所生之女，嫁给雪康·土登尼玛（曾任西藏自治区人民政府副主席等职）。

  - 次女：次丹卓嘎，嫁入霍康家族。其子霍康·索朗边巴曾任西藏自治区政协副主席。霍康去世后，她与达桑占堆育有六个儿女。
  - 三女：次仁玉珍，嫁给日喀则德勒绕登家二公子。
  - 四女：仁钦卓玛（法语：Rinchen Dolma Taring）（rin chen sgrol ma，1910年－2000年），英文名Mary，西藏第一位女留学生，嫁给车仁·晋美（法语：Jigmé Taring）。 后成为作家，著有《西藏的女儿》（Daughter of Tibet）。